# Cap Finisterre (Schiff, 1911)
Die Cap Finisterre der Hamburg-Südamerikanischen Dampfschifffahrts-Gesellschaft (HSDG) war bei ihrer Indienststellung der erste Schnelldampfer der Hamburger Reederei und ihr größtes und schnellstes Schiff. Sie war bei Blohm & Voss für die HSDG gebaut worden.
Bei Ausbruch des Ersten Weltkriegs befand sich die Cap Finisterre in Hamburg. 1919 wurde sie über Großbritannien an die USA ausgeliefert, wo sie von April bis November 1919 zur Rückführung amerikanischer Truppen in die USA eingesetzt wurde. 1920 wurde sie Japan als Kriegsbeute zugeteilt, wo das Schiff unter dem neuen Namen Taiyo Maru bis zur Versenkung durch das US-U-Boot Grenadier am 8. Mai 1942 im Einsatz blieb.

## Bau- und Einsatzgeschichte
Der Konkurrenzdruck im lukrativen Passagierdienst nach Südamerika führte im März 1910 zur Auftragsvergabe der Hamburg-Süd an Blohm & Voss für ein besonders hochwertiges Passagierschiff. Es sollte größer und schneller sein als alle bislang auf dieser Route eingesetzten Schiffe. Am 8. August 1911 lief der neue Schnelldampfer als Cap Finisterre, benannte nach dem westlichsten Punkt Spaniens - Kap Finisterre-, vom Stapel. Das 14.500 BRT große Schiff hatte Platz für 297 Fahrgäste I. Klasse, 222 Fahrgäste in der II. Klasse und 870 in der III. Klasse. Die erste Klasse war besonders luxuriös, hatte einen zwei Decks hohen Speisesaal mit 315 Plätzen, in dem alle Passagiere der Klasse gleichzeitig speisen konnten und darüber noch einen Rauchsalon mit einer Glaskuppel. Neben anderen Sonderräumen und einem Fahrstuhl stand erstmals auf einem Schiff ein Freibad auf dem Bootsdeck den Passagieren zur Verfügung. Der hohe Speisesaal und das Schwimmbad hoch im Schiff mit seinen 75 t Wasser stellten hohe Anforderungen an die Festigkeit des Schiffskörpers. Zur Dämpfung der Schiffsbewegungen verfügte das Schiff über Frahm´sche Schlingertanks.
Am 21. November 1911 verließ die Cap Finisterre Cuxhaven Richtung La Plata. Am 26. begann in Lissabon die Querung des Atlantiks mit 1350 Fahrgästen und schon am 9. Dezember 1911 wurde Buenos Aires nach einer Reise in Rekordzeit erreicht.

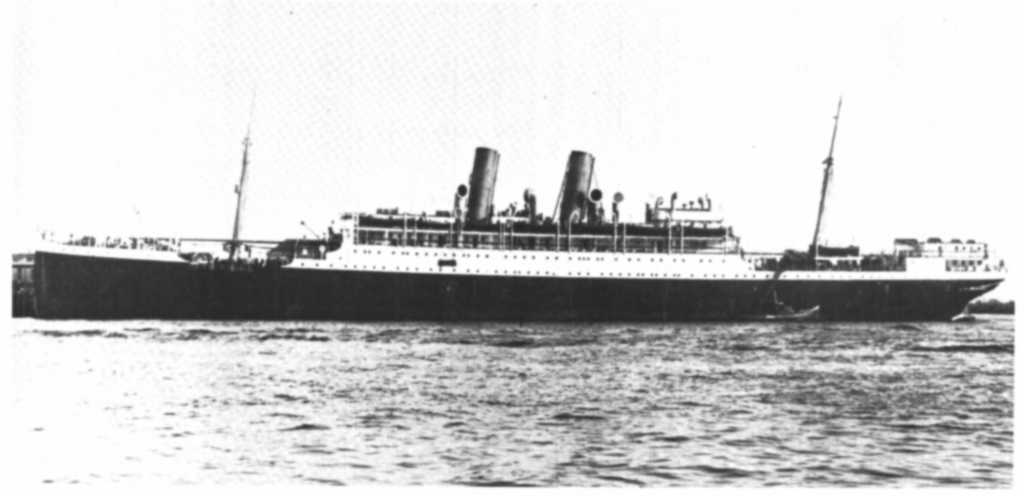
Die Blücher

Um den deutschen Anteil des Südamerikaverkehrs noch weiter zu stärken, erfolgte 1912 ein Umbau der Luxuskabinen der bislang auf dem Nordatlantik eingesetzten Blücher der Hapag (12.334 BRT, 16 kn), die im bestehenden Gemeinschaftsdienst der beiden Hamburger Reedereien neben der Cap Finisterre zum Río de la Plata eingesetzt werden sollte. Am 26. Juni 1912 wurde die Blücher erstmals in diesen Dienst eingestellt.
Aber die internationale Konkurrenz überließ den Deutschen nicht das Feld. Schon 1912 wurde mit der Arlanza der Royal Mail Line ein etwas größeres Schiff eingesetzt und die französische Compagnie de Navigation Sud-Atlantique brachte schnellere Schiffe 1912 mit der ehemals deutschen Burdigala und dann mit den mit  Regierungsunterstützung gebauten 20 kn-Schiffen Lutetia und Gallia zum Einsatz.
Daher wurden die geplanten beiden weiteren Schnelldampfer der Hamburg-Süd keine Schwesterschiffe der Cap Finisterre, sondern größere Schiffe mit drei Schornsteinen, wobei die Hamburg-Süd bei 17 kn Dienstgeschwindigkeit blieb:
- Cap Trafalgar, 18.710 BRT, März 1914 Jungfernreise
- Cap Polonio, 20.576 BRT, Februar 1915 Hilfskreuzer Vineta

Die Indienststellung der Cap Trafalgar führte allerdings zu einer Veränderung des Erscheinungsbildes der Hamburg-Süd-Flotte. Mit ihr wurde für alle Schiffe der Reederei ein weißer Schornstein mit einer roten Kappe eingeführt. Bis dahin hatten nur die Cap-Dampfer gelbe Schornsteine gehabt und der Rest schwarze Schornsteine.
Den Ersten Weltkrieg überstand die Cap Finisterre ohne besondere Vorkommnisse. Da sie sich bei Kriegsbeginn in Hamburg befand, wurde sie dort aufgelegt. und fand keine Verwendung.

### Unter anderen Flaggen

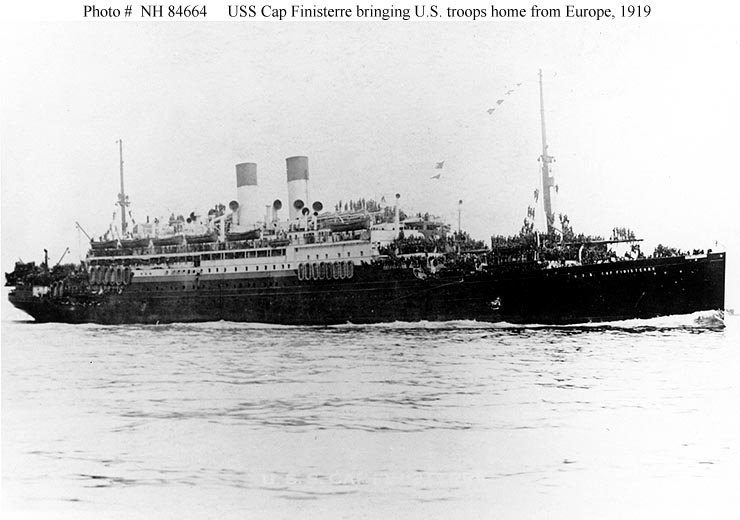
Die Cap Finisterre

Am 4. April 1919 wurde die wieder fahrbereit gemachte Cap Finisterre nach Großbritannien ausgeliefert und dort am 11. April den USA zur Verfügung gestellt, die sie in Dienst nahmen. Auf vier Reisen zwischen Brest und New York transportierte sie Truppen zurück in die USA und brachte auch neue Besatzungstruppen nach Europa. Nach ihrer vierten Reise im August kam sie in die New Yorker Marinewerft, wo Unterhaltungsarbeiten durchgeführt wurden. Am 25. November 1919 wurde sie zusammen mit den beiden großen ex-NDL-Passagierschiffen Prinz Friedrich Wilhelm und Zeppelin außer Dienst gestellt und wieder nach Großbritannien überführt, wo die Orient Steam Navigation Company, London, die Cap Finisterre einsetzen sollte.
1920 wurde das Schiff jedoch Japan als Kriegsbeute überlassen. So wurde sie das größte japanische Handelsschiff. Umbenannt in Taiyo Maru der Toyo Kisen Kabushiki Kaisha, Yokohama, überlassen, die das Schiff auf ihrer Linie von Hongkong über Shanghai, Kobe, Yokohama, Honolulu und San Francisco nach Los Angeles einsetzte. 1926 wurde die Taiyo Maru auch zur Westküste Südamerikas eingesetzt. Da die Linien 1926 der Nippon Yusen Kaisha übertragen wurden, wurde das Schiff auch dieser Gesellschaft übergeben, die es am 4. Mai 1929 dann ankaufte. Eingesetzt wurde es weiterhin im Trans-Pazifik-Dienst nach San Francisco. Von Oktober 1939 wurde das Schiff zeitweise zwischen Japan und Shanghai eingesetzt.

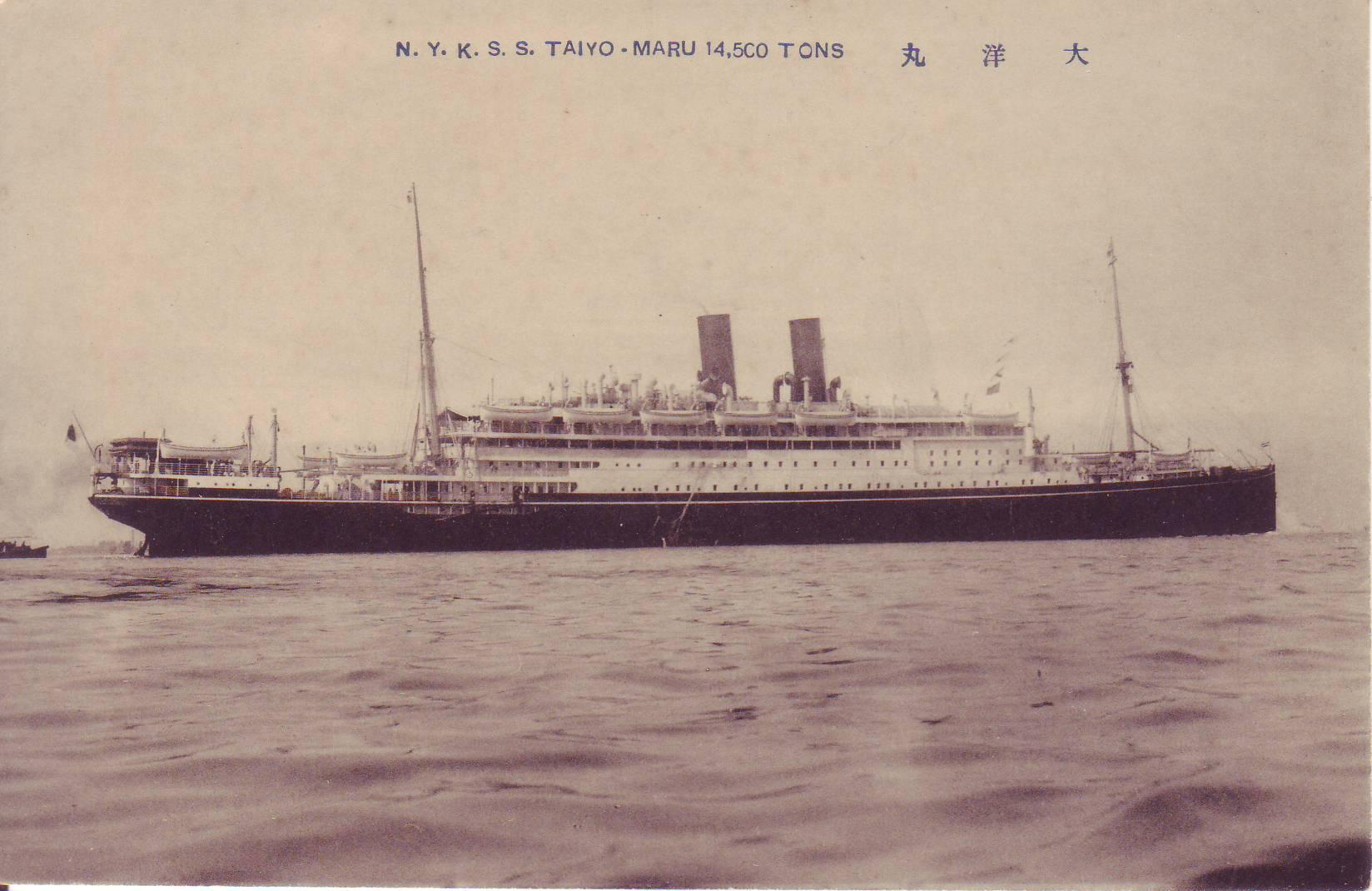
Die Taiyo Maru

Am 22. Oktober 1941 verließ die Taiyo Maru Yokohama nach Hawaii mit den letzten Ausländern, die Japan verließen. Unter den Besatzungsmitgliedern befanden sich drei getarnte japanische Marineoffiziere, zwei Fregattenkapitäne und der Kommandant eines Kleinst-U-Boots. Das Schiff lief auf einer nördlichen Route, wie sie später auch vom japanischen Angriffsverband gegen Pearl Harbor genutzt wurde. Vom 1. bis zum 5. November 1941 verblieb das Schiff in Honolulu, Oʻahu und kehrte dann mit den getarnten Offizieren und 477 rücksiedelnden Japanern nach Japan zurück. Es traf am 17. November wieder in Yokohama ein und die Offiziere konnten die Besatzungen der gegen Pearl Harbor einzusetzenden Kleinst-U-Boote noch mit der aktuellen Lage vertraut machen.
Im Mai 1942 wurde die Taiyo Maru der Japanischen Armee als Transporter zugeteilt. Am 5. Mai verließ sie Hiroshima mit 34 Soldaten und 1010 zivilen Passagieren. Unter diesen waren Verwaltungspersonal, Ärzte, Lehrer und Techniker, die für die Nutzung des eroberten Raums in Südost-Asien benötigt wurden, insbesondere für die Ölförderung und -verarbeitung auf Sumatra und Borneo, die Reparatur einer Aluminium-Hütte auf Java und den Bau einer Zementfabrik in Davao. Dazu kamen noch 2450 ts Material, wie Munition, Handgranaten, Leuchtgeschosse und  150 ts Calciumcarbid.
Am 7. Mai 1942 begann die Reise nach Singapur im Konvoi No. 109 mit einem weiteren Passagierschiff (Yoshino Maru, die ehemalige Kleist des NDL) und drei Frachtern, die von dem bewaffneten Frachtdampfer Peking Maru gesichert wurden. Die Taiyo Maru führte die in einer Reihe laufenden Schiffe an. Obwohl sie noch 14 kn laufen konnte, war sie einem langsamen 9 kn-Geleitzug zugeteilt worden, der bei schwerer See nicht einmal diese Geschwindigkeit halten konnte.
Am frühen Abend des 8. Mai 1942 wurde die Taiyo Maru durch zwei Torpedos des amerikanischen U-Boots Grenadier in einem vorderen Laderaum und am Heck getroffen. Das Calciumcarbid geriet in Brand und explodierte, dazu Teile der Handgranatenladung und der Leuchtmunition. Der vordere Teil des Schiffes brandte lichterloh. Unter den Passagieren brach Panik aus, als etliche der 18 Rettungsboote auch schwer beschädigt waren. Etwa eine Stunde nach den Treffern sank das Schiff auf 30° 45′ 0″ N, 127° 40′ 0″ O.
Der Kapitän und 156 Mann der 263-köpfigen Besatzung konnten nicht gerettet werden. Von den 1044 Passagieren konnten 656 nicht gerettet werden, und auch vier der 53 Militärpersonen an Bord starben. Das Begleitschiff des Geleitzugs versuchte das U-Boot anzugreifen und rettete 15 Mann. Der herbeigerufene Zerstörer Minekaze und ein weiteres Geleitboot konnten trotz der widrigen Wetterbedingungen bis Mitternacht 480 Überlebende retten, weitere wurden durch Fischerboote gerettet. 543 Mann überlebten den Angriff, 817 gingen mit der Taiyo Maru 170 km südwestlich von Me-Shima, Präfektur Nagasaki, Kyushu verloren.

#### Erneute Verwendung des Namens
Am 16. Mai 1956 erhielt die Hamburg-Süd wieder eine Cap Finisterre von der Hamburger Howaldtswerken. Sie war das letzte Schiff der zweiten Baureihe von Cap-Motorschiffen mit Ladekühlraum für Früchte, Fleisch und anderes Kühlgut und wurden im Schnelldienst über Rio de Janeiro und Santos bis zum La Plata eingesetzt. Ihre Schwesterschiffe Cap Roca, Cap Verde und Cap Ortegal führten ebenfalls Namen von Cap-Dampfern der Zeit vor dem Ersten Weltkrieg. Das weiß gestrichene 154 m  lange, 8980 BRT große Schiff bot Platz für zwölf Passagiere und wurde von einem 8-Zyl.-Borsig-MAN-Zweitaktdiesel von 7.200 PS angetrieben, der eine Dienstgeschwindigkeit von 17 kn  ermöglichte.

Im März 1972 wurde die zweite Cap Finisterre als letztes Schiff der Serie nach Griechenland verkauft und 1985 dort abgebrochen.

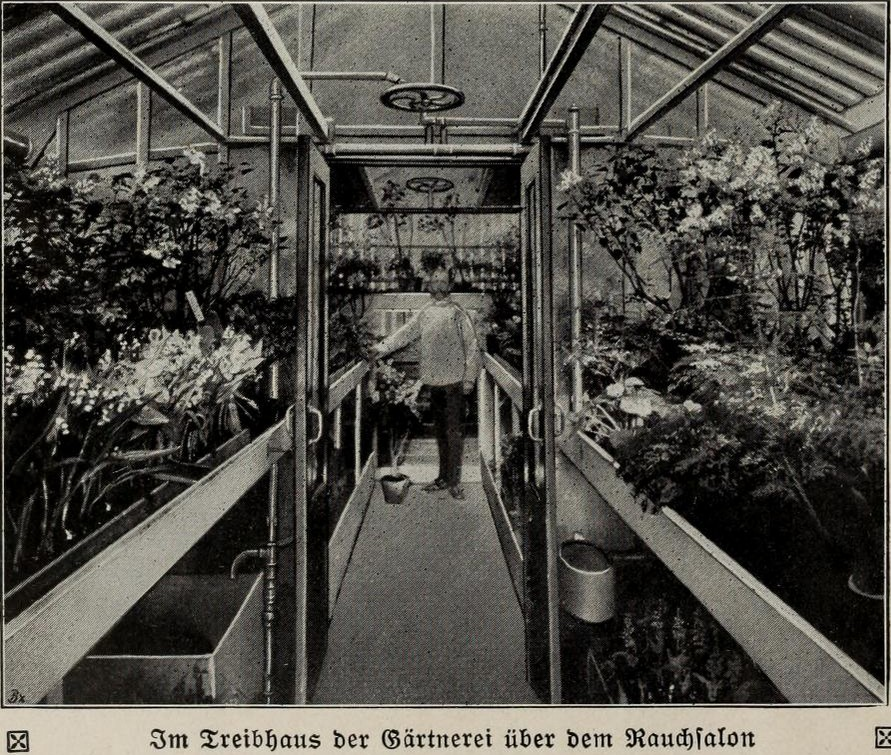
Treibhaus der Cap Finisterre
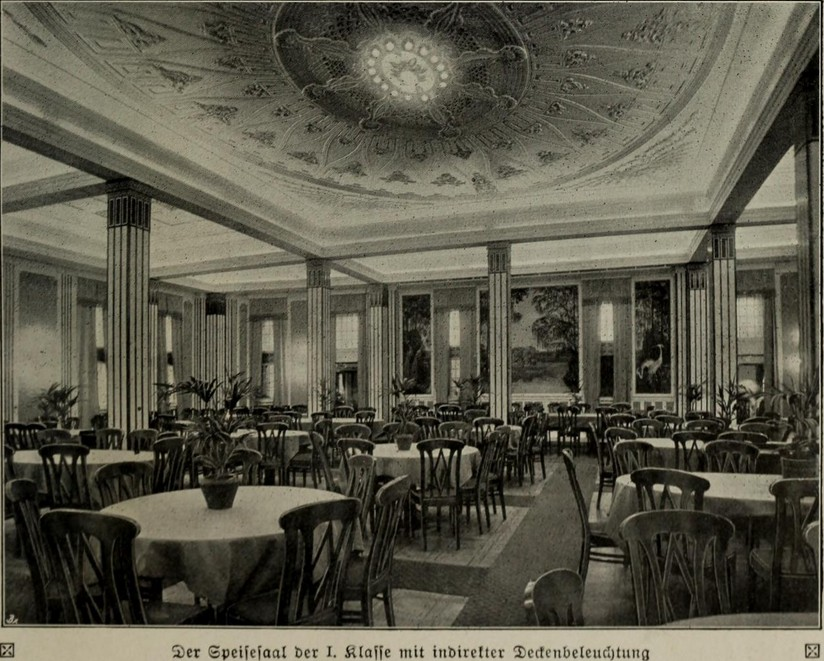
Speisesaal der 1. Klasse
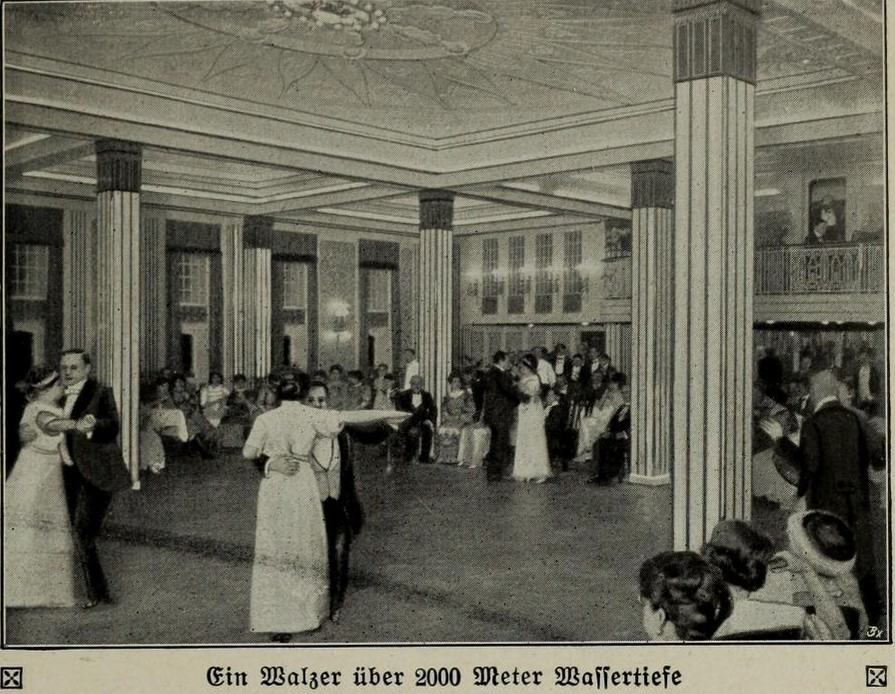
Ballsaal
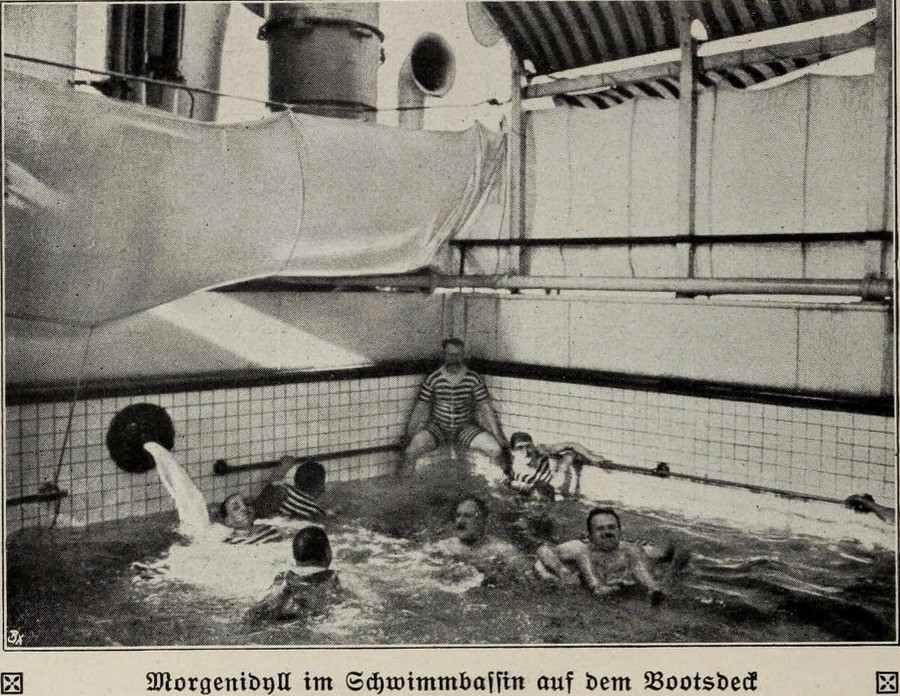
Schwimmbassin
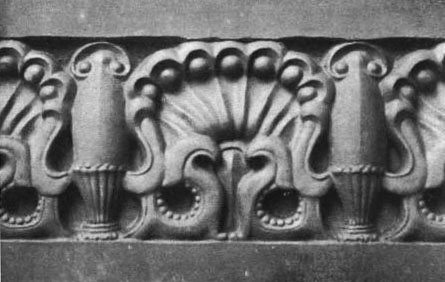
Fries zum Kamin im Rauchsalon des Bildhauers Otto Stichling

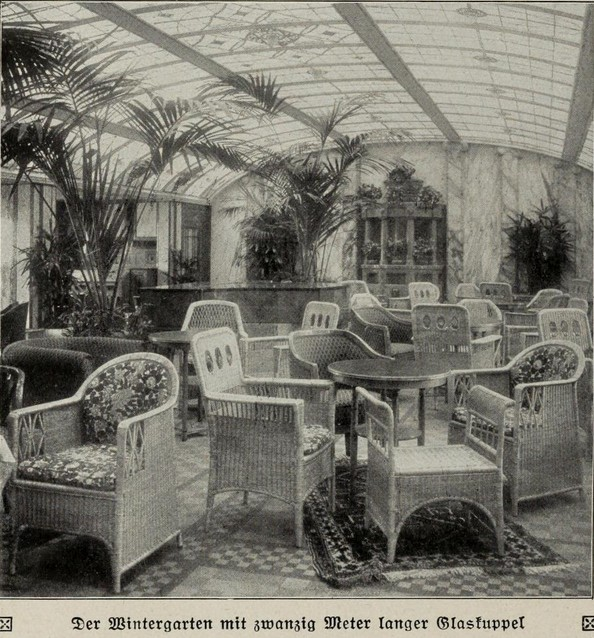
Wintergarden an Bord
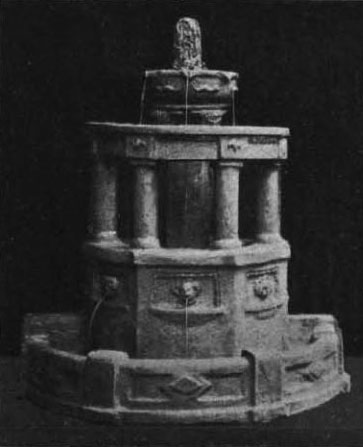
Brunnen im Wintergarten vom Bildhauer Otto Stichling